# Portugals ministerier

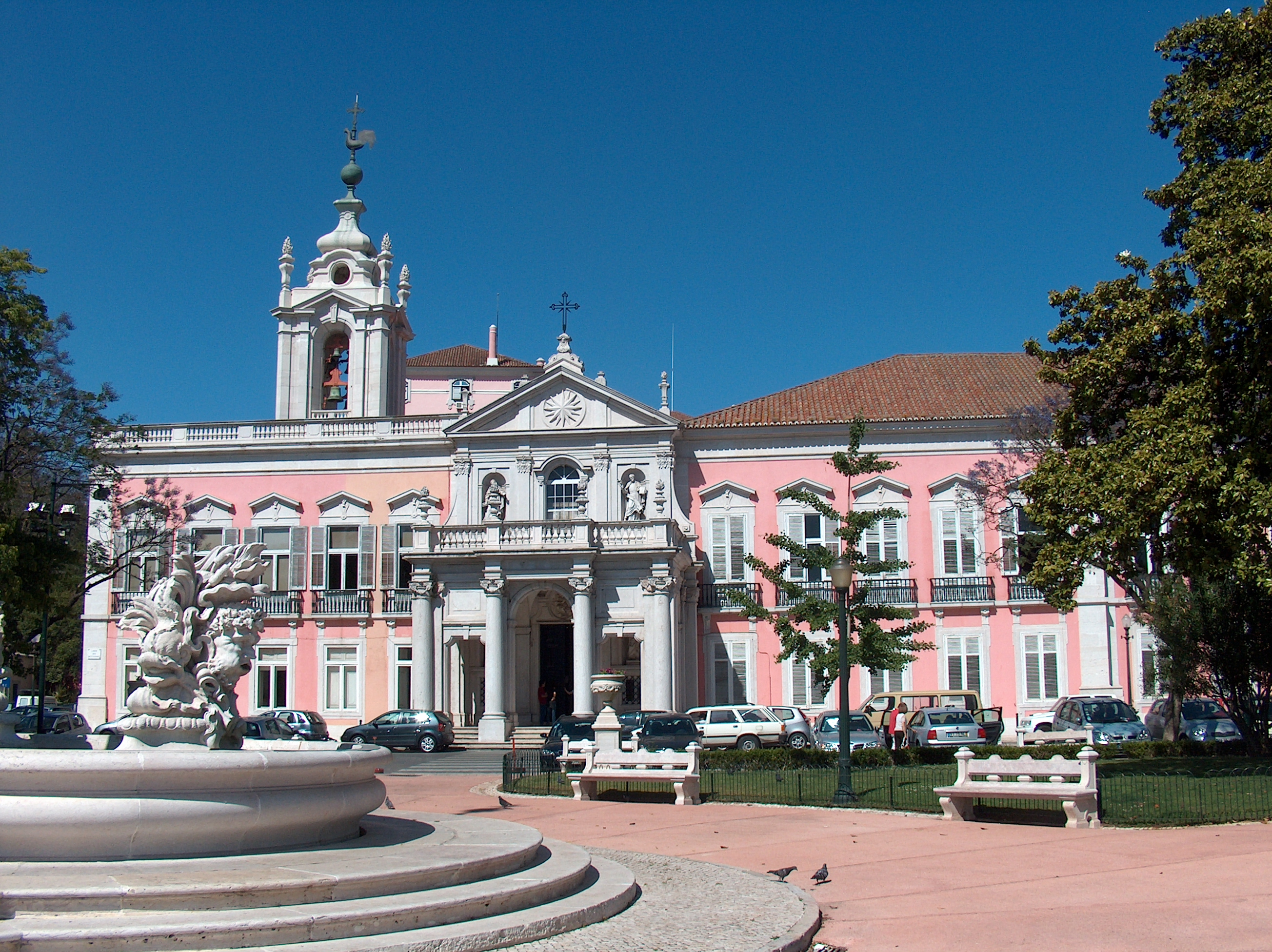
Palácio das Necessidades (Portugals utrikesdepartement.

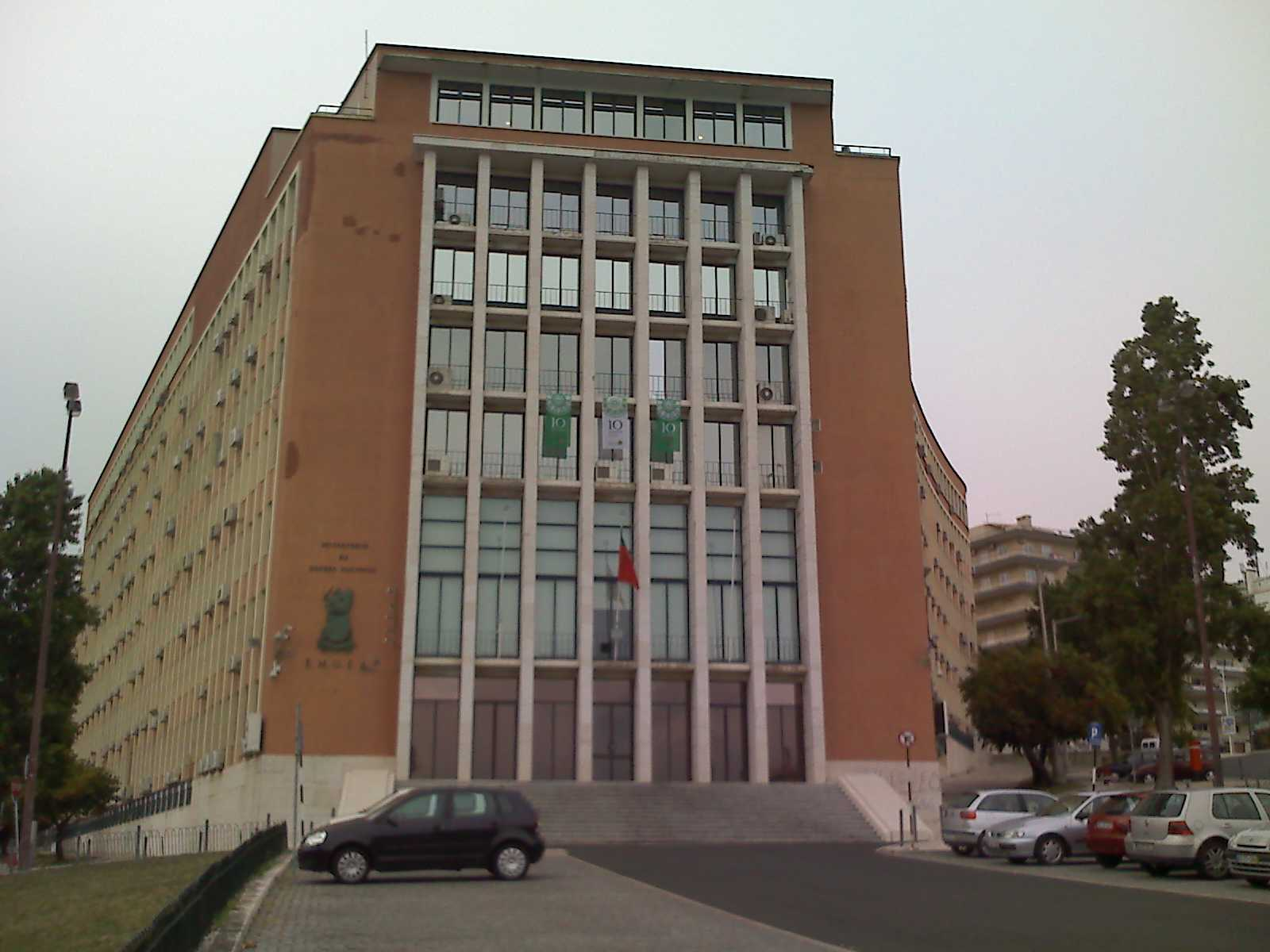
Edifício Ilha da Madeira (Portugals försvarsdepartement).

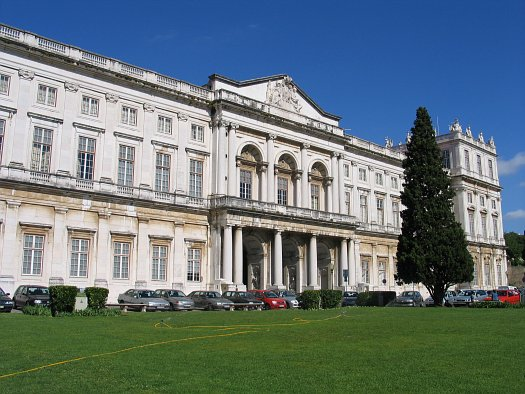
Palácio Nacional da Ajuda (Portugals kulturdepartement).

Portugals ministerier (Ministérios de Portugal) är stora förvaltningsmyndigheter 
som verkställer regeringens politik samt leder landets löpande 
administration. Antalet ministerier skiftar med regeringar. Efter Regeringen Costa Is
makttillträde finns 17 ministrar (Ministros) med olika verksamhetsområden. 

## Portugals ministerier
- Utrikesdepartementet
- Reformdepartementet
- Finansdepartementet
- Försvarsdepartementet
- Inrikesdepartementet
- Justitiedepartementet
- Miljödepartementet
- Näringsdepartementet
- Jordbruksdepartementet
- Infrastrukturdepartementet
- Utbildningsdepartementet
- Högskole- och forskningsdepartementet
- Kulturdepartementet
- Havsdepartementet
- Vårddepartementetet